# الشوافعة
الشوافع قرية مغربية بإقليم القنيطرة الساحلي، شمالي الرباط. تضم بلدة الشوافع 17.202 نسمة (إحصاء 2004).